# 霹雳-10
霹雳-10是中国空军现役的一种短程红外线导引空对空导弹，由中国航空工业集团空空导弹设计研究院负责设计研制，总设计师为梁晓庚博士。最初于2004年开始研制，目前已廣汎装备于中國人民解放軍空軍現役的殲-10C、殲-16，及第五代战斗机歼-20，未來同樣有望裝備于中國另一款五代機殲-35。

## 设计
霹雳-10的引导部使用多重红外成像制导，扫面范围达到+/-90度，能配合飞行员佩戴的头盔显示器攻击目标。飞行员在发射导弹时使用这套系统，只需要转头就能在飞机本身雷达扫描范围以外轻松瞄准以及攻击目标。
霹雳-10由固体火箭发动机推动，采用了推力向量控制機構，结合尾部的可变飞翼，能做出高过载飞行动作。导弹中部配有边条翼，能在发动机推进结束后保持飞行姿态。
2022珠海航展上展出了霹雳-10的雷达制导型号，型号是LD-8（雷电-8）反辐射导弹，在格斗弹基础上融合无源被动引导头，包括直升机、无人机在内的更多平台将有望具备自卫反辐射能力，普通战机也可能一次携带更多。

## 歼-20
歼-20第五代战斗机的第二架示范机，编号2002，在初步测试后被重新编号为“2004”，并用于测试一种独特的霹雳-10侧弹舱导弹发射系统。
歼-20的两侧进气口后方的两个小型侧弹舱分别容纳一枚霹雳-10导弹。专家们称之为“完全独特的霹雳-10可伸缩侧弹发射导轨”的武器集成测试不迟于2013年第一季度在成都开始。关于该系统的重要性，英国航空专家阿布拉罕·艾布拉姆斯在2024年指出：“分析人士将该战斗机相对于其美国对手开创的一种新的更隐形的发射系统视为歼-20在多个重要领域超越现有海外设计而非仅仅弥合性能差距的早期指示之一。”
关于歼-20的霹雳-10发射系统为战斗机提供的优势，艾布拉姆斯观察到：“避免开启武器舱的需要，加上霹雳-10在同类导弹中具有特别远的射程，为歼-20部队创造了使用独特新战术的机会，包括通过使用被动传感器和第三方传感器数据在较短的视距外射程内进行雷达静默作战。”